# محافظة هوت مبومو
محافظة هوت مبومو هي محافظة في جمهورية أفريقيا الوسطى، بلغ عدد سكانها 57٬602  نسمة، في 2003، عاصمتها أوبو ‏، تبلغ مساحتها 55٬530 كيلومتر مربع.

## الموقع
تشترك في الحدود مع:
- محافظة مبومو
- محافظة هوت-كوتو.